# Moaning Lisa
«Moaning Lisa», llamado «La depresión de Lisa» en Hispanoamérica y «El blues de la mona Lisa» en España, es el sexto episodio de la primera temporada de la serie de dibujos animados Los Simpson, emitido originalmente 11 de febrero de 1990. El episodio fue escrito por Al Jean y Mike Reiss y dirigido por Wesley Archer. Ron Taylor fue la estrella invitada, como Encías Sangrantes Murphy. El episodio trata sobre la depresión de Lisa y sus intentos de consolarse tocando su saxofón.

## Sinopsis
Todo comienza cuando Lisa se encuentra con una depresión, cuestionándose el tranquilo vivir de la gente a sabiendas de que existe tanto sufrimiento en el mundo. En su clase de música, es castigada por su maestro el Sr. Largo, quien le dice que no hay lugar para jazz o blues en el himno nacional.
Luego de una rutinaria comida en el comedor de la escuela, Lisa es bombardeada a pelotazos en el gimnasio jugando al balón prisionero, esgrimiendo que no las esquivaba porque se sentía triste. Por esto, Skinner envía una nota a los padres de Lisa. Cuando se la entrega a Homer (justo cuando pierde por nocaut frente a Bart en el videojuego Super Slugfest), este la lee y conversa con Lisa, pero no la entiende y lo único que se le ocurre es mandar a Bart a aspirar el piso.
Por la noche, Lisa escucha a lo lejos la música de un saxofonista, decidiendo ir en su busca. Al encontrarlo, sobre el puente del río Springfield, se da cuenta de que es un hombre triste llamado Murphy Encías Sangrantes, con quien toca por unos momentos hasta que llega Marge en el auto a buscarla preocupada porque ella no estaba en casa.
Finalmente, Marge, al darse cuenta de que en el club de música de la escuela no dejan a Lisa tocar lo que ella quiere y que sus compañeros la quieren por lo que tiene y no por lo que es, decide llevársela de ahí y aconsejarle que haga lo que realmente sienta. Luego llegan a casa para anunciarles a Homer y a Bart que esa noche irán al bar El hoyo del jazz, donde toca Encías Sangrantes, justo cuando Homer le iba a ganar a Bart por primera vez en el videojuego, pero Marge les desenchufa la televisión y, peor aún, Bart anuncia su retirada del videojuego. Previamente, Homer había tenido que ir a un centro de videojuegos para que un niño (Howie) le enseñara a jugarlo.
En el bar, el tema que toca Encías Sangrantes es compuesto por Lisa.

## Producción
La idea para "Moaning Lisa" fue pensada por James L. Brooks. Quería hacer un episodio en el cual Lisa estuviese triste pero en el que no supiera por qué lo estaba. Los guionistas también pensaban que habían hecho demasiados episodios cómicos en el programa, por lo que querían probar algo nuevo que fuese "verdaderamente emotivo y dulce". "Moaning Lisa" fue el primer episodio en tener los créditos finales sobre la animación en lugar de sobre un fondo negro. La canción que Lisa canta en el episodio reapareció más tarde en el CD The Simpsons Sing the Blues. 
Sr. Largo, el profesor de música de Lisa, fue parcialmente inspirado por un profesor de música que Matt Groening tuvo cuando era niño. El diseño de los boxeadores en el videojuego que juegan Homer y Bart estuvieron vagamente basados en ellos mismos, mientras que el árbitro estuvo basado en un personaje de la tira cómica de Matt Groening Life in Hell. Encías Sangrantes Murphy se basó en el famoso músico de blues Blind Lemon Jefferson.
Encías Sangrantes Murphy y Jacqueline Bouvier (durante un recuerdo de la infancia de Marge) hacen sus primeras apariciones en Los Simpson en este episodio.